# Признання
«Призна́ння» (фр. La Confidence) — новела французького письменника Гі де Мопассана, видана в 1885 році. Сюжет твору оповідає про перелюб, вчинений жінкою, яка страждала від ревнощів чоловіка. Сюжетним продовженням «Признання» є новела «Позбулася!»
Вперше ця новела була надрукована в газеті «Gil Blas» 20 серпня 1885 року. Українською її переклав Іван Рильський брат відомого поета Максима Рильського. В цьому перекладі «Признання» надрукували у видавництві «Дніпро» в двотомному виданні вибраних творів письменника (1990).

## Сюжет
Маркіза де Реннедон завітала у гості до баронеси де Гранжері з приголомшливим зізнанням — вона щойно зрадила чоловікові з паном Бобіньяком. Маркіз, який не вирізнявся красою, сподівався на щире кохання, але виявив, що молода дружина у ліжку його лише терпить. Тоді він почав страшенно її ревнувати без жодних підстав з її боку, зокрема, і до пана Бобіньяка. Зрештою маркіза, втомившись від підозр, вирішила виправдати погану думку про себе і без зайвого клопоту обрала саме того, кого безпідставно підозрював де Реннедон. Трагікомізм цієї ситуації підкреслює те, що пан Бобіньяк виявився таким же вайлуватим череванем, як і її чоловік. Саме в цю мить Бобіньяк завітав у гості до баронеси і, поставши на порозі, здивовано дивиться на жінок, які заходяться від сміху.

## Аналіз твору
У цій новелі Гі де Мопассан висвітлює поширені проблеми шлюбних відносин: шлюб без кохання за розрахунком, недостатню чутливість чоловіків у ліжку (на думку жінок) та недостатню розкутість жінок (на думку чоловіків), ревнощі, подружню зраду. У творі чітко показаний взаємозв'язок цих психологічних і соціальних проблем, що породжують одна одну, доку шлюб двох людей не руйнується вщент. Письменник підкреслює лицемірство маркізи, яка намагаючись помститися чоловікові фактично обирає такого самого партнера. Водночас, автор уникає однобічних звинувачень, показуючи, що до такої розпусної і нераціональної поведінки її примусив психологічний тиск, який чинив сам маркіз. У новелі-продовженні «Позбулася!» читач дізнається про подальшу руйнацію шлюбу де Реннедонів і той спосіб, в який її було досягнуто.